# Đào Ngọc Dung
Đào Ngọc Dung (sinh ngày 6 tháng 6 năm 1962 tại huyện Lý Nhân, tỉnh Hà Nam) là một chính trị gia người Việt Nam. Ông hiện là Bí thư Đảng ủy, Bộ trưởng Bộ Dân tộc và Tôn giáo trong Chính phủ Phạm Minh Chính cải tổ, và đại biểu Quốc hội Việt Nam khóa XIV, XV (2016-2026) thuộc đoàn đại biểu Quốc hội tỉnh Thanh Hóa. Ông nguyên là Bộ trưởng Bộ Lao động – Thương binh và Xã hội từ đầu nhiệm kì Quốc hội khóa XV. Trong Đảng Cộng sản Việt Nam, ông hiện là Ủy viên Trung ương Đảng khóa XIII, nguyên Bí thư Thứ nhất Trung ương Đoàn Thanh niên Cộng sản Hồ Chí Minh, nguyên Bí thư và Trưởng ban Cán sự Đảng Ngoài nước, Ủy viên Trung ương Đảng khóa X, XI, XII, XIII.

## Thân thế
Đào Ngọc Dung sinh ngày 6 tháng 6 năm 1962 tại huyện Lý Nhân, tỉnh Hà Nam. Ông hiện cư ngụ tại quận Cầu Giấy, thành phố Hà Nội.
Bố đẻ ông là cụ Đào Trọng Hằng, từng nhiều năm là Phó Bí thư Thường trực Huyện ủy Lý Nhân (Hà Nam), năm 2013 cụ được trao huy hiệu 65 năm tuổi Đảng. 
Đào Ngọc Dung có một người cô ruột tên là Đào Thị Hào. Bà Đào Thị Hào là vợ của ông Nguyễn Văn An, Chủ tịch Quốc hội 2001-2006.
Anh trai ông Đào Ngọc Dung là Thiếu tướng Anh hùng lực lượng vũ trang nhân dân Đào Trọng Hùng , Phó trưởng Ban liên lạc Công an chi viện chiến trường miền Nam. (Những ngày ở Chiến trường tập 3, trang 57)

## Giáo dục
- Giáo dục phổ thông hệ 10 năm
- Tốt nghiệp Trường Trung học phổ thông Nam Lý, Hà Nam
- Cử nhân Luật
- Thạc sĩ Quản lý hành chính công[4]

## Sự nghiệp
Gia nhập Đảng Cộng sản Việt Nam ngày 31 tháng 12 năm 1984.
1980 - 1989: Ủy viên Ban Thường vụ, Phó Bí thư Huyện đoàn Lý Nhân, tỉnh Hà Nam Ninh.
1989 - 1991: Ủy viên Ban Thường vụ Tỉnh đoàn, Trưởng ban Tổ chức Tỉnh đoàn Hà Nam Ninh.
1992-1995: Ủy viên Ban Chấp hành Đảng bộ tỉnh Nam Hà; Bí thư Tỉnh đoàn Nam Hà, Ủy viên Ban Chấp hành Trung ương Đoàn; đại biểu Hội đồng nhân dân tỉnh Nam Hà.
1996: Ủy viên Ban Thường vụ Tỉnh ủy Nam Hà, Trưởng ban Dân vận Tỉnh ủy kiêm Bí thư Tỉnh đoàn, Trưởng ban Văn hóa - Xã hội Hội đồng nhân dân tỉnh; Ủy viên Ban Thường vụ Trung ương Đoàn.
1997: Bộ Chính trị điều động về công tác tại Trung ương Đoàn; Bí thư Trung ương Đoàn kiêm Chủ tịch Hội đồng Đội Trung ương.
2002-2005: Bí thư Thường trực Ban Chấp hành Trung ương Đoàn Thanh niên Cộng sản Hồ Chí Minh.
2006-2007: Ủy viên Ban Chấp hành Trung ương Đảng Cộng sản Việt Nam khóa X, Bí thư Thứ nhất Trung ương Đoàn Thanh niên Cộng sản Hồ Chí Minh.
Tháng 7 năm 2006, ông bị kỉ luật với hình thức khiển trách và phân công công tác khác, vì đã vi phạm quy chế thi tuyển nghiên cứu sinh Học viện Hành chính Quốc gia.
Tháng 12 năm 2006, ông được Bộ Chính trị chuyển về công tác tại Ban Cán sự Đảng Ngoài nước và giữ chức Bí thư, Trưởng ban. Ông vẫn tiếp tục là Ủy viên Trung ương Đảng.
Từ 2007 đến tháng 5 năm 2010, ông là Phó Trưởng ban Thường trực Ban Chỉ đạo Tây Bắc.
Tháng 5 năm 2010, Bộ Chính trị phân công, điều động và chỉ định làm Phó Bí thư Thường trực Tỉnh ủy Yên Bái.
Tháng 10 năm 2010, ông được bầu làm Bí thư Tỉnh ủy Yên Bái nhiệm kì 2010-2015.
Ngày 18 tháng 8 năm 2011, theo Quyết định số 224 - QĐNS/TW, Bộ Chính trị điều động, phân công ông Đào Ngọc Dung, Ủy viên Trung ương Đảng, Bí thư Tỉnh ủy Yên Bái thôi tham gia Ban Chấp hành Tỉnh ủy Yên Bái để tham gia Ban Chấp hành, Ban Thường vụ và giữ chức Bí thư Đảng bộ Khối các cơ quan Trung ương nhiệm kỳ 2011-2015.
Chiều 19 tháng 12 năm 2011, kỳ họp thứ 3 HĐND tỉnh Yên Bái khóa XVII nhiệm kỳ 2011-2016 đã cho thôi làm nhiệm vụ đại biểu và chức vụ Chủ tịch HĐND tỉnh đối với ông Đào Ngọc Dung.
Ngày 9 tháng 4 năm 2016, tại kỳ họp thứ 11 Quốc hội Việt Nam khóa XIII được phê chuẩn làm Bí thư Ban Cán sự Đảng, Bộ trưởng Bộ Lao động, Thương binh và Xã hội Việt Nam, nhiệm kỳ 2011 - 2016.
Ngày 22 tháng 5 năm 2016, Ông đã trúng cử đại biểu quốc hội năm 2016 ở đơn vị bầu cử số 5, tỉnh Thanh Hóa (gồm có Quan Hóa, Quan Sơn, Mường Lát, Lang Chánh, Bá Thước, Ngọc Lặc, Thường Xuân, Cẩm Thủy) với tỉ lệ 88,24% số phiếu hợp lệ.
Ngày 28 tháng 7 năm 2016, tại kỳ họp thứ 1 Quốc hội Việt Nam khóa XIV được phê chuẩn làm Bộ trưởng Bộ Lao động, Thương binh và Xã hội Việt Nam nhiệm kỳ 2016 - 2021, với 60,73% phiếu đồng ý.
Ngày 30 tháng 01 năm 2021, Tại Đại hội đại biểu toàn quốc lần thứ XIII của Đảng, đồng chí được bầu là Ủy viên Ban Chấp hành Trung ương Đảng Cộng sản Việt Nam khoá XIII, nhiệm kỳ 2021-2026.
Ngày 23 tháng 5 năm 2021, Ông đã trúng cử đại biểu quốc hội năm 2021 ở đơn vị bầu cử Số 3, tỉnh Thanh Hóa: Gồm thị xã Nghi Sơn và các huyện: Quảng Xương, Nông Cống, Như Xuân, Như Thanh.
Ngày 4 tháng 6 năm 2021, Thủ tướng Chính phủ Phạm Minh Chính ký Quyết định số 855/QĐ-TTg, bổ nhiệm ông làm Ủy viên Hội đồng Thi đua - Khen thưởng Trung ương.
Ngày 28 tháng 7 năm 2021, tại kỳ họp thứ nhất ông được Quốc hội Việt Nam khóa XV bầu làm Bộ trưởng Bộ Lao động, Thương binh và Xã hội Việt Nam nhiệm kỳ 2021 - 2026 theo đề nghị của Thủ tướng Phạm Minh Chính.

## Khen thưởng
Năm 2018 được trao Huân chương Lao động hạng 2 Lưu trữ ngày 19 tháng 5 năm 2023 tại Wayback Machine vì đã có thành tích xuất sắc trong công tác, góp phần vào sự nghiệp xây dựng chủ nghĩa xã hội và bảo vệ tổ quốc;
Theo Cổng Thông tin Điện tử Quốc hội Việt Nam: Ông còn nhận được Huân chương Lao động hạng hạng 3 và nhiều Huy chương, Bằng khen, Kỷ niệm chương

## Bê bối và kỷ luật
Ngày 27 tháng 5 năm 2006, trong môn thi Hành chính công của kỳ tuyển Nghiên cứu sinh trường Học viện hành chính quốc gia (Việt Nam) Đào Ngọc Dung vi phạm quy chế thi "sử dụng giấy nháp không có chữ ký của giám thị". Với vi phạm này ông đã bị lập biên bản và hội đồng tuyển sinh sau đại học của trường Học viện hành chính quốc gia trừ 50% số điểm môn thi này của ông, tuy nhiên ông đã không ký vào biển bản này với lý do không đồng ý với mức xử lý theo quy định của pháp luật. Sau khi Học viện hành chính quốc gia báo cáo vụ việc vi phạm quy chế của ông lên Ủy ban Kiểm tra Trung ương, Ban Tổ chức Trung ương, Thường trực Ban Chỉ đạo Trung ương về phòng chống tham nhũng thì Đào Ngọc Dung đã bị Ban Chấp hành Trung ương Đảng Cộng sản Việt Nam khóa X kỷ luật bằng hình thức khiển trách và phân công công tác khác. Vị trí công tác trong Đảng cộng sản Việt Nam trước khi ông bị kỷ luật là Ủy viên trung ương Đảng, Bí thư thứ nhất Trung ương Đoàn Thanh niên cộng sản Hồ Chí Minh.
Theo yêu cầu của Ủy ban Kiểm tra Trung ương Đảng, Ban Tổ chức Trung ương Đảng, ngày 5-7-2006, Học viện Hành chính quốc gia đã đề nghị Bộ GD-ĐT triệu tập cuộc họp gồm các đồng chí là Thường trực Hội đồng tuyển sinh sau đại học của học viện, đại diện Thanh tra Bộ GD-ĐT, Ủy ban Kiểm tra Trung ương, Ban Chỉ đạo Trung ương 6 (lần 2), Phó Chánh Thanh tra Bộ Nội vụ, hai giám thị phòng thi, cán bộ Thanh tra Bộ GD-ĐT, Thanh tra GD-ĐT thuộc học viện để chỉ đạo xử lý vi phạm để làm rõ vụ việc này. Trên cơ sở cuộc họp nói trên và sau khi xem xét kỹ, Học viện Hành chính quốc gia đã có văn bản gửi các cơ quan, ban ngành khẳng định thí sinh Đào Ngọc Dung không gian lận đem tài liệu, phao vào phòng thi.